# ولف گراف ون بایدیسین
ولف گراف ون بایدیسین (انگلیسی: Wolf Graf von Baudissin؛ ۸ مهٔ ۱۹۰۷ – ۵ ژوئن ۱۹۹۳) یک فرد نظامی اهل آلمان بود.